# Kleisthenova ústava
Kleisthenova ústava byla demokratická ústava starověkých Athén, kterou svými reformami zavedl athénský politik Kleisthenés v roce 509 nebo 508 př. n. l. 
Kleisthenova ústava znamenala završení vývoje aténské demokratické ústavy od vlády rodové aristokracie přes Drakontovo sepsání zákonů, Solónovu timokratickú ústavu a tyranidu Peisistratovců. Reformu provedl Kleisthenés po vyhnání Hippia, Peisistratova syna (z Athén ho vyhnali v roce 510 př. n. l.).
Podstatou Kleisthenovy reformy bylo rozdělení území Attiky na tři části (ř. Trittýs): 
- Přímořská část - byla tam úrodná půda, pěstovalo se především obilí, vinná réva a olivovníky;
- Podhorská část - byla vhodná především pro chov dobytka a pěstování ovocných stromů;
- Vlastní Atény - soustřeďovala se zde řemeslná výroba a obchod.

Z každé části vzal jednu menší část, kterou spojil s dalšími dvěma částmi a tři menší jednotky vytvářely tzv. územní fýlu, která tvořila základ politického systému. Definitivně odstranil vliv rodové aristokracie, protože pokud si chtěla nová fýla prosadit své politické požadavky, musely se dohodnout všechny tři rozdílné části. 
Kleisthenes vytvořil nový politický orgán - radu 500. Každá fýla v ní měla 50 členů, kteří se každoročně losovali (nazývali se Prytanové). Každá fýla si vylosovala 1/10 roku, během níž úřadovali její členové. Takové období se nazývalo prytaneia. Během Prytaneie konkrétní fýly se každý den vylosoval jeden člen fýly, který představoval nejvyššího představitele státu. Athénský občan mohl takovou funkci zastávat jen jednou za život. Rada 500 zasedala v budově, která se nazývala prytaneion, přičemž tam musely být přítomny neustále 3/5 členů prytaneie. Za svou neustálou přítomnost dostávali stravu na účet státu.
V čele územní fýly stál každoročně volen vojenský velitel (stratég), takže sbor deseti stratégů tvořil nejvyšší výkonný orgán státu. Stratég musel během úřadování své fýly svolat alespoň jednou zasedání lidového shromáždění (ekklesia) a další jeho zasedání tři - čtyřikrát dle potřeby, takže lidové shromáždění se scházelo prakticky jednou za týden. 
Kleisthenes zavedl (podle Aristotela) i střepinový soud (ostrakismos), na jehož základě mohl být z Athén vypovězen občan, který ohrožoval demokratickou ústavu.